# Charaxes evansi
Charaxes evansi är en fjärilsart som beskrevs av Van Someren 1932. Charaxes evansi ingår i släktet Charaxes och familjen praktfjärilar. Inga underarter finns listade i Catalogue of Life.